# Microregione di Conceição do Araguaia
La Microregione di Conceição do Araguaia è una microregione dello Stato del Pará in Brasile, appartenente alla mesoregione di Sudeste Paraense.

## Comuni
Comprende 4 comuni:
- Conceição do Araguaia
- Floresta do Araguaia
- Santa Maria das Barreiras
- Santana do Araguaia